# Крюгер, Джастин (психолог)
 Джастин Крюгер (англ. Justin Kruger) — американский социальный психолог, профессор бизнес-школы Нью-Йоркского университета. Известен исследованием эффекта Даннинга — Крюгера.

## Биография
Крюгер получил степень бакалавра по психологии в Университете Санта-Клары в 1993 году, причём один год он учился в британском Даремском университете. В 1999 году получил степень доктора философии в Корнеллском университете.

## Научная деятельность
Крюгер известен как соавтор исследования 1999 года с Дэвидом Даннингом. В исследовании было показано, что испытуемые, которые хуже выполняли задачи по определённым темам, таким как оценка юмора, грамматики и логики, значительно переоценивали, насколько хорошо они выполнили эти задания. Исследование также показало, что испытуемые, которые показали чуть выше среднего при определении того, насколько забавной была представленная шутка, были наиболее точными при оценке того, насколько хорошо они выполняли поставленные задачи. Наоборот, те, кто выполняли задачи лучше других, склонны были думать, что они справились с заданиями лишь незначительно выше среднего.
Это исследование дало начало так называемому эффекту Даннинга — Крюгера, в котором люди, которые плохо выполняют определённые задачи, ошибочно думают, что они действительно хороши в них.

## Награды и отличия
- Шнобелевская премия по психологии (2000).